# Marketing międzynarodowy i globalny
Zarówno marketing międzynarodowy jak i globalny związane są z prowadzeniem działalności na rynkach zagranicznych.
Marketing międzynarodowy definiuje się jako "aktywność rynkową biznesu poza granicami narodowymi organizacji w warunkach konkurencji, wykorzystującą wypracowane instrumenty oddziaływania na rynek, mającą na celu dokonanie korzystnej dla wielu stron rynku wymiany uwzględniającej uwarunkowania instytucjonalne"
1. W przypadku marketingu międzynarodowego zakłada się, że rynki zagraniczne różnicują się względem segmentów rynku, jak i potrzeb, pod względem organizacji działalności itp. Zadaniem marketingu międzynarodowego jest zatem dostosowanie produktu wychodzącego za granicę do potrzeb każdego rynku.
2. W marketingu globalnym wychodzi się z odmiennych założeń: konsumenci na całym świecie mają niektóre potrzeby takie same; istnieje zatem produkt, który w każdych warunkach i na każdym rynku może być sprzedawany, gdyż zaspokaja wszędzie takie same potrzeby. Taki produkt nazywa się produktem światowym (np. Coca-Cola) albo globalnym.
3. Wejście każdej firmy na rynki zagraniczne jest procesem skomplikowanym, najczęściej ma charakter ewolucyjny. Główne etapy tego procesu to:
  - ocena środowiska marketingu międzynarodowego (z ekonomicznego, prawo-politycznego i kulturowego punktu widzenia)
  - decyzje dotyczące sprzedaży za granicę (produkt, ilość, sposób sprzedaży, dobór partnerów)
  - wybór rynków (rozmiar, poziom i podział dochodów nabywców, koszty transakcji, korzyści konkurencyjne, poziom ryzyka)
  - wybór sposobu penetracji rynku (eksport pośredni lub bezpośredni, strategia związku z przedsiębiorstwem zagranicznym, strategia inwestycji bezpośrednich)
  - decyzja w sprawie wyboru programu marketingowego – w dziedzinie produktu, ceny, promocji i miejsca
  - decyzje dotyczące organizacji marketingu